# ポスト・モダンの条件
『ポスト・モダンの条件：知・社会・言語ゲーム』（フランス語:  La condition postmoderne: rapport sur le savoir）は、哲学者ジャン＝フランソワ・リオタールが1979年に著した本である。著者は、ポストモダン社会における知識の概念を、近代性の典型的な特徴である「大いなる物語」(grand narratives)またはメタナラティブの終焉としている。リオタールは、それまで芸術評論家だけが使っていた「ポストモダニズム」という用語を、次のような観察とともに哲学と社会科学に導入した。「極端に単純化すると、私はポストモダンをメタナラティブに対する懐疑心と定義する」。この本はもともと、ケベック大学評議会の委託を受けて、精密科学におけるテクノロジーの影響に関する報告書として書かれたもので、大きな影響力を及ぼした 。

## 要約
リオタールは、還元主義や啓蒙主義やマルクス主義のような人類史の目的論的概念などのメタナラティブを批判し、それらはコミュニケーション、マスメディア、コンピュータサイエンスの分野における技術的進歩により維持できなくなったと主張する。人工知能や機械翻訳などの技術は、西ヨーロッパの復興後、1950年代末に勃興した脱工業化経済とそれに関連するポストモダン文化の中心的要素として、言語的および象徴的な生産への移行を示している。その結果、さまざまな種類の議論の言語ゲーム（ルートヴィヒ・ヴィトゲンシュタイン:67による造語）が多数存在するようになった。
同時に、科学における真実の目標は、資本や国家に奉仕する「遂行性」(performativity) と効率に置き換えられ、科学はカオス理論などの逆説的な結果を生み出し、それらはすべて科学の壮大な物語を弱体化させている。リオタールは、大きな物語の 全体主義に代わる、互いに競い合う小さな物語の多様性を好むと公言している。

## 批評
『ポストモダンの条件』は確かに影響力を及ぼした。しかし、リオタールは後に、自分が書いた科学についての知識が「ごく限られたものだった」ことを認め、この無知を補うために「物語をでっち上げ」、実際に読んでいない本を何冊か引用した。振り返ってみて、彼はそれを「パロディ」であり「私の本の中で最悪のもの」と呼んだ。
詩人のフレデリック・ターナーは、多くのポスト構造主義の作品と同様に、『ポストモダンの条件』は「あまり読みやすくない」と書いている。しかし、彼はそれを他のポスト構造主義の作品よりも読みやすいと考えており、リオタールが「生き生きと簡潔にかなりの領域をカバーした」と評価している。

## 邦訳
- ジャン・フランソワ・リオタール、小林康夫訳『ポスト・モダンの条件: 知・社会・言語ゲーム』(叢書言語の政治 1)水声社、1989年